# Chronologie des banques en Europe
La chronologie des banques en Europe montre une évolution progressive du système de banques familiales privées assurant des opérations de change ou de marché, vers de grandes banques mieux capitalisées assurant des activités plus risquées telles que le crédit aux entreprises et aux particuliers. 

## XIIesiècle
Les ordres religieux et militaires (templiers, hospitaliers, teutoniques, calatrava, alcantara, santiago, aviz...) couvrent la route des pèlerinages d'un réseau de prieurés. Les voyageurs, pèlerins puis commerçants peuvent y déposer du numéraire et font valoir auprès des autres prieurés leurs reçus ou lettres de change. Ce système contribue par exemple à la prospérité du Temple et conduit à sa dissolution en 1312.

## XIIIesiècle
- 1250 : l'Arte del Cambio des changeurs et banquiers de Florence devient l'un des cinq Arti maggiori.
- 1252 : l'Arte del Cambio lance le florin d'or, valant deux florins d'argent.
- 1259 : une des premières banqueroutes documentées dans le secteur bancaire, celle de Leccacorvo à Gênes[1].
- 1264 : Saint Louis créé le Gros tournois d'argent et l'écu d'or, et interdit aux féodaux de battre monnaie.
- 1265 : fabrication des florins dirigée par deux signori della zecca élus tous les six mois par les capitudini des arts, l'un de la corporation des changeurs, l'autre des lainiers
- 1270 : les exportateurs de laine anglaise demandent à être payés en florins, via la banque de la famille Peruzzi.
- 1282 : Venise créé le ducat d'or.
- 1298 : Sienne, la banque des Buonsignori (connue aussi sous l'appellation de Gran Tavola) subit une banqueroute retentissante, peut-être à l'instigation du pape comme punition de son soutien au parti gibelin[2]
- 1299 : la banque florentine de la famille Frescobaldi signe un contrat avec Londres permettant d’acheter le minerai d'argent de Cornouaille.

## XIVesiècle
- 1300 : banqueroute de la banque Ricciardi.
- 1302 : matines de Bruges : assassinat dans leur chambre à coucher d'un millier de partisans français de Philippe le Bel, accusé d'avoir dévalué. À Florence, début d'une série de faillites qui emporte la banque des Mozzi, suivit par celle des Pulci et des Rimbertini (1306), des Franzesi (1307), des Pulci et des Cerchi (1309) et des Frescobaldi (1312)[3].
- 1304 : l'arsenal de Venise, lance de grands travaux et quadruple de taille en vingt ans grâce à la « fièvre de l'argent »[réf. nécessaire] apparue en 1290 à Kutna Hora.
- 1307 : la famille Pisdoe, banquiers des Capétiens depuis plus d'un siècle à Paris est chargée de la liquidation des biens de l'ordre des Templiers.
- 1313 : banqueroute de la banque Tolomei à Sienne[4].
- 1326 : à Florence, faillite de la plus grande banque italienne du moment, celle des Scali.
- 1340 : début d'une nouvelle série de banqueroutes à Florence, les Bonaccorsi, les Corsini et les Antellesi (vers 1340), les dell'Antenna, les Cocchi et les Uzzano (en 1342)[4].
- 1343 : faillite des banquiers de la famille Peruzzi, après le défaut de remboursement des prêts octroyés à Édouard III d'Angleterre. Suivit la même année par la banqueroute des Acciaiuoli, puis trois ans plus tard par celle des Bardi.
- 1358 : Charles V confisque les biens des Pisdoe qui ont financé la révolte de Paris menée par Étienne Marcel et les contraint à l'exil.
- 1397 : création de la Banco dei Medici à Florence.

## XVesiècle
- 1400 : à Venise, le banquier Pietro Benedetto fait faillite à la suite d'un épisode de panique à l'annonce de sa maladie (peste) qui s'avère n'être qu'une rumeur[1].
- 1407 : fondation de l'Office de Saint Georges à Gênes.
- années 1460 : Cosme de Médicis, dit « Cosme l'Ancien » (1434-1464) fait de la famille Médicis la banque du pape.
- 1464 : huit banques florentines sont mises en faillite.
- 1472 : les magistrats de Sienne en Toscane (Italie), créent la Monte dei Paschi di Siena, la banque la plus ancienne au monde encore en activité.
- 1477 : faillite de la branche vénitienne de la banque des Médicis suivit l'année suivante par celle de Milan, puis en 1481 par celle d'Avignon et an 1481 par celle de Bruges[4].
- 1478 : la conjuration des Pazzi, complot à Florence contre Laurent le Magnifique et les Médicis échoue, nombreux exils, dont celui des Peruzzi.
- 1490 : Jacob Fugger acquiert des mines d'argent de Schwaz, où travaillaient jusqu'à 11 000 ouvriers, produisant 85 % de l'argent mondial et frappant le thaler. Il devient le banquier du Saint Empire.
- 1494 : banqueroute définitive de la banque des Médicis à Florence. La même année Jacob Fugger et Jan Thurzo transforment leur créances à Špania Dolina pour creuser une mine mieux équipée.
- 1499 : à Venise, Banqueroute de la banque Garzoni[5].

## XVIesiècle
- 1519 : Jacob Fugger fournit à Charles Quint les sommes nécessaires à l’achat des votes des sept électeurs qui l´élisent empereur du Saint-Empire romain germanique. Luther s'en indigne, le protestantisme s'étend.
- 1528 : alliance de Gênes avec l'empereur, suivant cet accord les banquiers de la ville vont dominer les marchés financiers européens jusqu'aux années 1620. C'est le siècle des Génois.
- années 1540 : la couronne d'Angleterre confisque les biens du clergé catholique, fonde l'anglicanisme.
- 1543 : Great Debasement, ou « grande dévaluation », la proportion d'argent pur dans la composition des espèces est progressivement divisée par quatre en huit ans, pour tomber à un quart en 1551.
- 1551 : crise monétaire anglaise des années 1550, provoquée par le Great Debasement.
- 1557 : krach des emprunts d'État du Grand Parti de Lyon émis en 1555, l'empire espagnol produisant moins d'or qu'espéré.
- 1565 : montée en puissance du Cerro Rico, principale mine d'argent bolivienne du Potosi.
- 1577 : stabilisation de la livre tournois par Henri III de France à la demande des marchands de Lyon.
- 1590 : création de la Berenberg Bank à Hambourg, toujours en activité.
- 1594 : à Florence, proche de la banqueroute, la dernière grande banque de la ville, celle de la Ricci, obtient des fonds du Grand Duc[4].

## XVIIesiècle
- 1604 : Sully, ministre d'Henri IV de France, effectue une vérification générale des dettes de l'État et décide une conversion forcée des créances restantes, avec un taux d'intérêt ramené à 4 % et une amputation de 40 % du capital.
- 1609 : création de la Banque d'Amsterdam.
- 1614 : création de la Stadsbank van Lening à Amsterdam, toujours en activité.
- 1629 : banqueroute de l'une des dernières banques florentines, les Bonvisi[4].
- 1638 : fondation de la banque Jabach à Paris.
- 1640 : création par Richelieu du Louis d'or, un des premiers placements refuges.
- 1644 : Stockholm forge le Kopparplätmynt de cuivre, qui pèse 19,7 kg, vaut 10 dalers d’argent et mesure 30 centimètres sur 70[6] pour gagner la guerre de Trente Ans.
- 1656 : fondation de la Banque de Stockholm par Johan Palmstruch.
- 1663 : Colbert fait baisser le taux d'intérêt des rentes constituées, pour atténuer le poids économique des rentiers, afin de favoriser le développement économique[7] et atténuer la préférence française pour la rente.
- 1664 : fondation de la banque Child & Co. à Londres.
- 1665 : les conférences ecclésiastiques de Paris étudient les rentes constituées et concluent que ce n'était pas de l'usure, sous certaines conditions.
- 16 septembre 1668 : création de la Sveriges Riksbank à Stockholm, la plus ancienne banque centrale.
- 1672 : fondation de la banque C. Hoare & Co à Londres, toujours en activité.
- 1672 : une armée française parvint à Utrecht[8], panique parmi les détenteurs de billets de la Banque d'Amsterdam : tous réclament le remboursement.
- 1673 : création de la Caisse des emprunts par Colbert.
- 1674 : création de la Metzler Bank à Francfort, toujours en activité.
- 1690 : La Banque des États généraux de Suède est la première à émettre de véritables billets de banque[réf. nécessaire].
- 1694 : création de la Banque d'Angleterre, la première des grandes banques d'émission[réf. nécessaire], par William Paterson.
- 1695 : la fuite des capitaux provoque la crise monétaire anglaise des années 1690, il faut 50 % de shillings en plus en un an pour acquérir une guinée d'or[9].

## XVIIIesiècle
- 1700 : Samuel Bernard, banquier du roi Louis XIV. Lancement l'année suivante du billet de monnoye.
- 1707 : Acte d'Union liant Écosse et Angleterre.
- 1708 : la Banque d'Angleterre obtient le monopole d'émission des billets de banque, parmi les sociétés par actions, pour sécuriser et stabiliser le système.
- 1711 : création à Londres de la Compagnie des mers du Sud.
- 1714 : création à Tours de la Banque Goüin par Henri-François Goüin.
- 7 décembre 1715 : lancement de l'opération du visa, pour gérer l'héritage financier de Louis XIV et renégocier toutes les créances sur le Trésor.
- 1716 : la Banque générale, créée par John Law, autorisée à émettre du papier-monnaie contre de l'or.
- 10 avril 1717 : les billets de la Banque générale peuvent être reçus en paiement des impôts.
- 1717 : la Compagnie d'Occident est créée par John Law.
- 1718 : la Banque générale de John Law devient la Banque royale.
- 1720 : banqueroute de la Banque royale à Paris et explosion de la bulle de la Compagnie des mers du Sud (South Sea Company), à Londres.
- 1727 : la Scottish Banking Company est renommée Royal Bank of Scotland.
- 1736 : fin de la crise monétaire en France et rétablissement du paiement des rentes.
- 1750 : les country banks (banques de comté) anglaises sont une douzaine, selon Fernand Braudel[10].
- 1752 : le banquier jacobite Nicolas Robert d'Arcy investit dans la compagnie de Carmaux, la Compagnie des Mines de Basse-Bretagne et la Compagnie des mines de Montrelais.
- 1753 : Jacques-Louis de Pourtalès fonde à Genève une banque doublée d’une agence de transports, d’exportations et d’importations.
- 1754 : Jacques Necker débute dans la banque Thellusson et Vernet comme simple commis à Genève, puis à Paris.
- 1760 : fondation de la maison de banque Courtois & Cie à Toulouse, la plus ancienne banque française encore en activité.
- 1762 : lancement le 1er juillet 1762 par la Banque de la ville de Vienne (la Wiener Stadtbanco) du Bancozettel.
- 1762 : Georges-Tobie de Thellusson créé Thellusson, Necker & Cie, au service de 350 créanciers étrangers de la monarchie. Ils font fortune en spéculant sur la dette publique lors de la paix de 1763.
- 1769 : création de la Banque d'assignation à Saint-Pétersbourg et Moscou ; première émission de billets de banque en Russie, le rouble d'assignation, gagé sur le cuivre.
- 1770 : Nicolas Beaujon, receveur des finances de Rouen, enrichi dans des spéculations sur les céréales, devient banquier de la cour, fermier général et conseiller d'État.
- 1773 : faillite en Écosse de l'Ayr Bank.
- 1774 : la fuite de capitaux anglais se traduit par la sortie de pièces d'or et d'argent, mais les billets de banque compensent[Quoi ?].
- 1776 : création à Paris de la Caisse d'escompte, par Isaac Panchaud[11].
- 1777 : tous les banquiers de Londres ont cessé leurs émissions de billets, remplacées par l'usage du chèque[Quoi ?].
- 1782 : Jean-Frédéric Perregaux déménage sa banque rue du Sentier, devient le banquier des voyageurs français ou étrangers venus à Paris.
- 1784 : les country banks (banques de comté) anglaises sont au nombre de 120.
- 1786 : fondation à Paris de la maison de banque Hottinger & Cie.
- 1789 : fondation à Cologne de Sal. Oppenheim, qui financera l'expansion ferroviaire allemande dans les années 1860.
- 1790 : création en France de l'Assignat, gagé sur les biens nationaux.
- 1791 : le gouvernement américain crée la First Bank of the United States chargée de l'émission de la nouvelle monnaie américaine et de la régulation du crédit.
- 1791 : la Banque Monneron (Paris) est autorisée à émettre des pièces en cuivre pour contrer la pénurie d'espèces.
- 1793 : mise en liquidation de la Caisse d'escompte par la Convention.
- 1793 : le refus de la Banque d’Angleterre d’escompter pour la banque Lane, Son and Fathers[12], déclenche une crise de confiance bancaire.
- 1794 : la Banque d'Amsterdam avoue que depuis cinquante ans elle s'était mise à découvert de 10 millions et demi de florins[13].
- 1796 : fondation de Hy Hentsch & Cie à Genève par Henri Hentsch.
- juin 1796 : création à Paris de la Caisse des comptes courants qui fusionnera avec la Banque de France en 1800.
- 1797 : le Bank Restriction Act rend les billets de banque britannique inconvertibles en métal précieux, c'est le cours forcé qui va durer presque 20 ans. Début de pénurie monétaire.
- 1797 : création de la banque du Comité de Salut Public par le banquier Jacques Laffitte[réf. nécessaire].
- novembre 1797 : création de la Caisse d'escompte du commerce à Paris, absorbée par la Banque de France en 1803.
- avril 1799 : création de la Banque territoriale à Paris.
- 27 novembre 1799 : création de la Caisse de garantie et d'amortissement à Paris.

## XIXesiècle
- 18 janvier 1800 : création de la Banque de France.
- 12 décembre 1800 : création du Comptoir commercial à Paris.
- 1804 : la vente de la Louisiane est garantie par la banque Hope & Co. et la Barings.
- 23 juillet 1805 : fondation à Genève de la « Banque de Candolle, Mallet & Cie ».
- 1806 : Mayer Amschel Rothschild fonde une dynastie et permet à Guillaume IX de Hesse de sauver sa fortune lors de l'invasion de la Hesse-Cassel par les armées napoléoniennes.
- 18 juin 1815 : Nathan Mayer Rothschild (1777-1836) réussit un délit d'initié à Londres : il connaît le résultat de la bataille de Waterloo et lance la rumeur que Napoléon a gagné.
- 28 avril 1816 : la Caisse des dépôts est créée pour rétablir la confiance dans les finances publiques, après la fin du Premier Empire.
- 1816 : charte de Second Bank of the United States, cinq ans après l'expiration de la First Bank of the United States.
- 22 mai 1818 : première ouverture d'une Caisse d'Épargne, à Paris, mais faible capacité d'épargne des classes populaires, et médiocre confiance envers l'institution.
- 1819 : en Angleterre, l'Act for the Resumption of Cash Payments annonce la reprise de la convertibilité, effectuée dès 1821.
- 1819 : crise bancaire aux États-Unis
- 1819 : Simón Bolívar proclame la république de Grande Colombie. Début du boom minier dans les anciennes colonies espagnoles.
- 1820 : les banques régionales anglaises émettent des billets de petites dénominations.
- 1825 : Crise boursière de 1825 à Londres, les sociétés minières s'effondrent causant des faillites de leurs créanciers.
- 1825 : invention à Boston du système Suffolk, une chambre de compensation pour les billets de banque.
- 1826 : la 1re version du Bank Charter Act accorde à la Banque d’Angleterre un monopole partiel d'émission des billets, par de nouvelles succursales régionales, et facilite les banques par actions.
- 1827 : création de la Société commanditaire du commerce et de l'industrie par Jacques Laffitte.
- 1833 : deuxième version du Bank Charter Act encourageant en Angleterre la création de banques par actions, assez capitalisées pour faire du crédit à grande échelle[14].
- 1833 : le Bank Charter Act permet 30 introductions en bourse de banques capitalisées sous forme de sociétés par action dans les trois années qui suivent. Les billets de la Banque d'Angleterre deviennent monnaie légale[15].
- 1833 : fondation de la National Provincial Bank en vertu du Bank Charter Act[16].
- 1834 : fondation de la Westminster Bank pour la région de Londres, qui fusionnera en 1970 avec la National Provincial Bank, pour créer la National Westminster Bank, 3e banque britannique.
- 5 juin 1835 : la loi française reconnaît les Caisses d'épargne comme établissements privés d'utilité publique. Le succès s'amorce, avec des dépôts d'un montant total estimé à 147 millions de francs.
- 1835 :  quelque 704 banques américaines capitalisant 231 millions de dollars ont émis pour 203 millions de dollars de papier-monnaie[17]
- 1836 : 59 banques britanniques par actions entrent à la Bourse de Londres dans l'année.
- 1836 : fondation de la Midland Bank.
- 1836 : création à Paris de la Caisse générale du commerce et de l'industrie, par Jacques Laffitte.
- 1836 : Specie Circular américaine imposant aux acheteurs de terrains d'État de payer en or, pour doper la prospection minière à l'ouest.
- 1837 : panique[18] le 10 mai à New York, lorsque les banques cessent tout paiement en espèce (monnaie or ou argent). La dépression dure cinq années, accompagnée de faillites bancaires.
- 31 mars 1837 : loi française qui confie à la Caisse des dépôts l'administration des fonds des Caisses d'épargne.
- 1837 : chute de la Régence d’Albany, le parti Whig américain, qui supprime les agréments bancaires, que les amis de Martin Van Buren vendaient contre divers pots-de-vin
- 1839 : les Caisses d'épargne françaises sont au nombre de 284 (364 en 1847, puis 546 en 1895).
- 1841 : New York compte 43 banques privées, capitalisées à hauteur de 10,7 millions de dollars. Elles sont 274 en 1859 avec 100,6 millions de dollars[19]
- 1844 : reprise de la Caisse générale du commerce et de l'industrie par Alexandre Goüin après le décès de Jacques Laffitte.
- 1844 : frein à l'expansion de crédit : la 3e version du Bank Charter Act impose le currency principle voulant que l'émission de billets de banque soit proportionnelle à la quantité d'or détenue dans les réserves de la banque d'Angleterre.
- 1847 : le mouvement mutualiste naît en Rhénanie sous l’impulsion de Raiffeisen. Confronté à la misère agricole de l’époque, il crée une association pour le pain puis une autre pour le crédit.
- 1848 : la masse monétaire cumulée de la France, de l'Angleterre et des États-Unis se compose encore de 63 % d'espèces métalliques et seulement de 20 % de billets de banques[20].
- 1848 : décret créant les comptoirs nationaux d'escompte. L'État français et les municipalités nomment les dirigeants et apportent leur garantie en fournissant les deux tiers du capital.
- 1848 : un décret français fait naître le Comptoir national d'escompte de Paris et le Comptoir national d'escompte de Mulhouse, qui se fondront au XXe siècle dans la BNP.
- 1848 : la ruée vers l'or en Californie puis en 1851 en Australie consolident la confiance dans les billets de banque. Augmentation de la masse d'or circulante, au détriment de l'argent métal.
- 1848 : Alexandre Goüin liquide la Caisse générale du commerce et de l'industrie après les événements de 1848 en France.
- 1850 : création à Paris de la Caisses des actions réunies, par Jules Mirès et Moïse Polydore Millaud au capital de 6 millions de francs.
- 1851 : création de la Banque de Savoie
- 1852 : création à Paris du Crédit mobilier, par les frères Pereire, au capital de 60 millions de francs.
- 1852 : création à Paris du Crédit foncier, qui financera la transformation des grandes villes, en particulier Paris[21].
- 1854 : en France, décret impérial privatisant les comptoirs d'escompte.
- 1854 : à Paris, le Crédit foncier doté d’un statut analogue à celui de la Banque de France.
- 1855 : l'Angleterre compte 400 établissements bancaires, qui ont 1 200 agences[20].
- 9 mars 1856 : l'État français interdit au Crédit mobilier d'émettre des obligations, pour calmer la spéculation.
- 1857 : panique financière de 1857.
- 1859 : création en France du Crédit industriel et commercial
- 1860 : traité de libre-échange entre l'Angleterre et la France : le Comptoir national d'escompte de Paris ouvre des agences à Londres, Shanghai, Calcutta, Yokohama ou Sydney, pour « combattre la Grande-Bretagne à armes égales »[22].
- 1862 : fondation en Suisse de la banque de Winterthour.
- 1863 : fondation en Suisse de la banque de Toggenburg. Les deux banques se fondront en 1912 dans l'Union de banques suisses.
- 1863 : la Banque de crédit et de dépôt des Pays-Bas, fondée à Amsterdam, avec succursales à Paris et en 1870, Bruxelles, Anvers, Genève.
- 1863 : création du Crédit lyonnais.
- 1864 : création à San Francisco de la Bank of California.
- 1864 : création de la Société générale.
- 1865 : création de la Lloyds Bank. Disparition de la Banque de Savoie.
- 1865 : la Hongkong and Shanghai Banking Corporation Limited est fondée à Hong Kong par l'Écossais Thomas Sutherland pour financer le commerce dans l'Extrême-Orient.
- mars 1866 : début de la crise financière de 1866, affectant agents de changes et investisseurs à Londres, Milan, Paris et Berlin.
- 1867 : Anthony J. Drexel s'associe à John H. Harjes et Eugene Winthrop pour fonder à Paris la banque Drexel, Harjes & Co.
- 1867 : faillite des Frères Péreire (Paris).
- 1868 : la Caisse des dépôts créé la Caisse nationale d’assurances en cas de décès (CNAD) et la Caisse nationale d’assurances en cas d’accidents (CNAA).
- 5 janvier 1870 : le préfet de la Seine Georges Eugène Haussmann  destitué, peu avant le départ de Napoléon III.
- 1870 : banqueroute du Crédit mobilier à Paris.
- mai 1870 : Armand Mandel, devant la cour d'assises du Brabant, démonte les mécanismes de l'empire financier d'André Langrand-Dumonceau.
- 1870 : fondation de la Deutsche Bank à Berlin, par Ludwig Bamberger, pour assister les entreprises allemandes, notamment Siemens, dans leur expansion internationale.
- 1870 : la Commerzbank fondée par des marchands et des banquiers de Francfort.
- 1871 : Anthony J. Drexel revient aux États-Unis, s'associe à John Pierpont Morgan pour créer la banque Drexel, Morgan & Co.
- 12 février 1871 : le Coinage Act de 1873 décrète l'étalon-or aux États-Unis, entrainant une contraction de la masse monétaire.
- 4 décembre 1871 : la loi monétaire prussienne du 4 décembre 1871 oblige la France à verser 5 milliards de francs en or, expansion monétaire.
- 1872 : Émile Zola décrit, entre autres, les spéculations du préfet Georges Eugène Haussmann dans La Curée.
- 1872 : la Deutsche Bank ouvre des filiales à Yokohama et Shanghai, au Royaume-Uni en 1873, aux États-Unis en 1880, en Russie en 1881.
- 27 janvier 1872 : La Banque de Paris et des Pays-Bas est fondée à Paris à partir de la Banque de crédit et de dépôt des Pays-Bas et la Banque de Paris.
- 9 mai 1873 : Crise bancaire de mai 1873, plusieurs centaines de faillite à Vienne puis dans le monde.
- 9 juin 1873 : faillite de la Wechlersbank.
- 18 septembre 1873 : Jay Cooke rate une émission obligataire de la Northern Pacific Railroad, entraînant sa faillite.
- 20 septembre 1875 : faillites bancaire en série, Wall Street ferme pour dix jours.
- 26 août 1875 : faillite de la Bank of California.
- 4 octobre 1875 : fondation de la Banque du Nevada.
- 1875 : fondation de la Banque d'Indochine.
- 1876 : fondation de la Banque Lazard par Alexandre, Élie et Simon Lazard, bientôt associés à leur cousin germain et beau-frère Alexandre Weill.
- 1878 : Paul Eugène Bontoux prend la direction de l'Union générale fondée en 1875 à Lyon par un groupe de banquiers catholiques et monarchistes.
- 1878 : création de la première Banque populaire à Angers.
- 1880 : 4 millions de français au « Grand livre » de la dette publique (50 % du PIB), doublée par l'indemnité de guerre de 1870, contre 1,5 million avant[23].
- octobre 1880 : lancement par Lesseps d'un emprunt d'un montant de 475 millions de francs, record mondial, pour la construction du canal de Panama.
- 1881 : fondation de la Banque de Lyon et de la Loire par Charles Savary et son gendre, l'agent de change parisien Paul-Edmond Mahou.
- 1881 : 163 entrées dans les bourses de Lyon et de Paris qui lèvent la somme record de 4,5 milliards de francs.
- 4 janvier 1882 : l'Empire austro-hongrois refuse la concession de la Banque maritime de Trieste à la Banque de Lyon et de la Loire. L'action passe de 1 400 à 1 040 francs, puis tombe à 540 francs.
- 1882 : faillite retentissante de l'Union générale.
- 1882 : la première Caisse du Crédit mutuel fondée, sur le modèle de Raiffeisen, dans le village de La Wantzenau, en Alsace.
- 1885 : première Caisse locale du Crédit agricole voit le jour à Salins-les-Bains (Jura).
- 1887 : faillite de la Banque du Nevada.
- 1889 : mort à Paris du président[24] du Comptoir national d'escompte de Paris, en faillite, après la plus grande spéculation de l'histoire de la production du cuivre[22] : le ministre des Finances Maurice Rouvier le renfloue, la Banque de France devient prêteur en dernier ressort.
- 1891 : faillite à Paris de la Société des dépôts et comptes courants, qui fait suite à celle du Comptoir d'escompte.
- 1896 : plusieurs petites banques londoniennes s’associent pour former la Barclays, première banque anglaise avec 182 agences, dans l’est et le sud-est du pays.

## XXesiècle
- octobre 1907 : panique bancaire américaine à cause de l'activité frauduleuse de plusieurs banques newyorkaises ; répercussions en Europe.
- 1913 : l'Angleterre compte environ 700 établissements bancaires, qui ont 6 500 agences[20].
- 1917 : adoption du statut coopératif des Banques populaires.
- 1917 : fondation du Crédit commercial de France par la fusion de la Caisse de crédit de Nice, de la Banque suisse et française et de la Maison Aynard et fils.
- 1921 : création de la caisse centrale des Banques populaires.
- 1924 : création de la Rentenbank à Berlin pour sauver les finances allemandes.
- 1925 : fusion de Colonial Bank, Anglo Egyptian Bank' et National Bank of South Africa pour former Barclays International
- 1926 : la Barclays totalise 1837 agences.
- décembre 1928 : faillite à Paris de la banque Hanau.
- octobre 1929 : le krach boursier entraîne de nombreuses faillites bancaires dans le monde et le vote du Glass-Steagall Act aux États-Unis, sous Franklin D. Roosevelt, qui interdit aux banques commerciales d'avoir des activités de marché.
- novembre 1929 : faillite frauduleuse à Paris de la banque Oustric.
- 17 mai 1930 : création de la Banque des règlements internationaux à Bâle.
- 1931 : fondation de la Banque nationale pour le commerce et l'industrie, ancêtre de la BNP, à partir de la BNC, créée en 1913.
- mai 1931 : faillite de la Credit Anstalt à Vienne.
- juin 1931 : faillite de la Nordwolle (en) Bank à Brême.
- 21 septembre 1931 : abandon de l'étalon or par le Royaume-Uni, la livre sterling est de facto dévaluée par la première fois de son histoire.
- 1936 : nationalisation partielle de la Banque de France.
- 1945 : le conseil national de la Résistance obtient la nationalisation de la Banque de France, du Crédit lyonnais, de la Société générale et d'une dizaine d'autres banques.
- 1959 : Suez crée la Banque de la Compagnie financière de Suez, rebaptisée Banque de Suez et de l'Union des mines en 1966.
- 1964 : ABN Amro naît d'une fusion entre l'Amsterdamsche Bank et la Rotterdamsche Bank, portant le nom des deux plus grandes villes du pays, Amsterdam et Rotterdam.
- 1971 : le dollar américain n'est plus convertible en or.
- 1973 : la création du marché des eurodollars et du Système monétaire européen, entraîne un développement des activités spéculatives dans les banques.
- 1966 : la BNP naît de la fusion de la BNCI (Banque nationale du commerce et de l'industrie) et du CNEP (Comptoir national d'escompte de Paris).
- 1974 : faillite de la banque Herstatt en Allemagne de l'Ouest entraînant une panique sur le marché des changes.
- 1981 : nationalisation en France du CCF, de la Société générale, de Suez et Paribas, entre autres.
- 1983 : déréglementation financière organisée sous la présidence de Ronald Reagan aux États-Unis.
- 1985 : la société d'assurances GAN prend 34 % du CIC puis monte à 51 % en 1989.
- 1985 : déréglementation organisée par Pierre Bérégovoy avec la création des billets de trésorerie.
- 1986 : Édouard Balladur organise à Paris la reprivatisation du CCF, de la Société générale, de Suez et Paribas.
- 1986 : la néerlandaise Rijkspostspaarbank est privatisée et rebaptisée Postbank, fusionne en 1989 avec NMB Bank puis en 1991 avec l'assureur Nationale Nederlanden et devient ING.
- 1987 : accélération de la crise des Saving and loans, les caisses d'épargne américaines, qui mène à la faillite de la Drexel Burnham Lambert, l'un de ses dirigeants, Michael Milken, encourant dix ans de prison.
- 1990 : faillite de la BCCI.
- 1992 : premières révélations de François d'Aubert sur les investissements douteux du Crédit lyonnais dans la MGM.
- 1993 : quasi-faillite du Crédit lyonnais, entraîné par sa filiale aux Pays-Bas, la Metro-Goldwyn-Mayer et les prêts à risques faits aux spéculateurs immobiliers, selon un rapport parlementaire.
- février 1995 : le Crédit lyonnais, bien qu'en faillite, est renfloué par l'État français.
- février 1995 : faillite de la Barings, à la suite des spéculations, à Singapour, de Nick Leeson, qui a perdu 1,2 milliard de dollars à la Bourse de Tokyo.
- 5 mai 1996 : incendie du siège central du Crédit lyonnais à Paris.
- 1996 : la BFCE vendue de gré à gré au Crédit national donne naissance à la Natexis, plus tard rachetée par les Banques populaires, pour devenir Natixis, après fusion avec Ixis, banque d'affaires de la Caisse des dépôts.
- 1996 : la Chemical Bank rachète la Chase Manhattan, victime de la crise immobilière des années 1990.
- 8 décembre 1997 : UBS naît de la fusion de l'Union de banques suisses et de la Société de banque suisse.
- 1998 : le Crédit mutuel rachète au Gan le CIC.
- 1er juin 1998 : création de la Banque centrale européenne.
- 8 octobre 1998 : Citigroup fusionne avec Travelers Group, devenant la plus grande organisation de services financiers.
- 1999 : double OPA de la BNP sur Paribas et la Société générale. La première réussit, la seconde échoue.

## XXIesiècle
- 2000 : le Crédit commercial de France racheté par HSBC.
- 2000 : JPMorgan Chase naît du rachat de JPMorgan, par la Chase Chemical.
- 2001 : début de l'affaire Clearstream.
- février 2002 : la  banque irlandaise Allied Irish Banks, révèle qu'un courtier, John Rusnak, a dissimulé 691 millions de dollars de pertes sur des opérations de change. Il est condamné à 7 ans de prison.
- mai 2002 : crise du marché des obligations d'entreprises en Europe et aux États-Unis.
- 2003 : après l'achat surprise par BNP Paribas de près de 17 % du capital, le Crédit agricole SA se décide à prendre le contrôle du Crédit lyonnais.
- 2006 : les Banques populaires et les Caisses d'épargne transfèrent leurs actifs spéculatifs à Natixis, qui entre en Bourse[25].
- 2006 : naissance de la Banque Postale, à partir des services financiers de la Poste.
- décembre 2006 : première d'une série de 74 alertes concernant le trader Jérôme Kerviel, selon le rapport d'étape de l'Inspection générale de la Société générale.
- février 2007 : les faillites dans l'immobilier américain à risques se multiplient, les banques européennes poursuivent leurs investissements dans les subprimes.
- 6 septembre 2007 : l'initiative de la succursale new-yorkaise de Calyon, filiale du Crédit agricole, provoque un trou de 250 millions d'euros, sur les marchés du crédit.
- 20 janvier 2008 : début de l'affaire Jérôme Kerviel, la Société générale découvre qu'il a accumulé des positions « cachées » de près de 50 milliards d'euros.
- 4 février 2008 : dix jours après l'annonce des pertes de la Société générale, la ministre de l'Économie Christine Lagarde remet au Premier ministre François Fillon un rapport sur les « enseignements à tirer ».
- février 2008 : nationalisation de la Northern Rock par l’État britannique.
- 31 août 2008 : la Dresdner Bank est vendue par l'assureur Allianz à la Commerzbank.
- 15 septembre 2008 : faillite de Lehman Brothers, début de la crise bancaire et financière, la plus grave depuis octobre 1929.
- 25 septembre 2008 : faillite de la Washington Mutual, la plus grosse de l'histoire bancaire américaine, et qui affecte le marché financier européen.
- septembre 2008 : affectées par de considérables moins-values dues à leurs erreurs de gestion, les réseaux Banques populaires et Caisses d'épargne affichent des pertes record, conduisant à leur fusion en 2009[26].
- 4 octobre 2008 : le gouvernement néerlandais nationalise en partie ABN AMRO.
- 2009 : nationalisation de la Hypo Group Alpe Adria par l’État autrichien qui la liquidera en 2015.
- avril 2009 : BNP Paribas rachète Fortis Banque.
- 31 juillet 2009 : création forcée du groupe BPCE, sous l'effet des pertes massives des groupes Banques populaires et Caisses d'épargne, notamment au sein de Natixis. L’État avance plus de 7 milliards d'euros de prêt pour amorcer l'assainissement des erreurs de gestion passées.
- septembre 2011 : des rumeurs de faillite courent sur deux grandes banques françaises, Société générale et BNP, qui sont déclarées « systémiques » et nécessitent une recapitalisation d'urgence.
- 4 octobre 2011 : faillite de Dexia, l'un des « records » historiques, dans le secteur bancaire : près de 3 milliards d'euros de pertes[27].
- 2 avril 2012 : le Crédit suisse absorbe Clariden Leu.
- 15 janvier 2013 : les intermédiaires en opérations de banque et en services de paiement disposent d'un cadre réglementaire dédié, concrétisant la séparation de la vente et de la gestion des opérations de banque.
- mars 2013 : les banques chypriotes rouvrent le 29 mars après 12 jours de fermeture. La Bank of Cyprus et la Laiki Bank fusionnent.
- 20 juin 2014 : BNP Paribas se voit infliger une amende de 6,6 milliards d'euros par les Autorités nord-américaine de contrôle bancaire, pour des transactions illégales en dollars avec l'Iran, le Soudan et Cuba, ce qui confère à cette banque française et européenne le record mondial d'amende pénale, dans ce secteur d'activité[28].
- 2015 : la Banca Privada d'Andorra placée sous contrôle judiciaire américain entraîne la faillite de sa filiale, Banco Madrid.
- mars 2015 : liquidation de l'allemande Düsseldorfer Hypothekenbank.
- 26 octobre 2015 : mise en faillite de la banque suisse Hottinger & Cie.
- novembre 2015 : le gouvernement italien décide de sauver quatre banques régionales avec l'argent des grandes banques italiennes et des actionnaires qui, pour les plus pauvres, auront tout perdu.
- 8 février 2016 : Le gouvernement allemand liquide une filiale d'un grand groupe bancaire canadien du nom de maple bank.
- 15 juin 2016 : mise en faillite de la banque belge Optima Bank .
- 7 juin 2017 : la banque espagnole Banco Popular est sauvée de la faillite par sa concurrente Santander pour 1 euro symbolique.
- 24 février 2018: la troisième banque lettone ABLV Bank est déclaré en faillite par la BCE après que les États-Unis l'ont accusée de blanchiment d'argent[29]
- 19 mars 2023 : la banque suisse Crédit Suisse est rachetée et absorbée en urgence par sa congénère UBS pour 1 euro symbolique.